# Křížová cesta (Husinec)
Křížová cesta v Husinci v okrese Prachatice se nachází v severní části města u hřbitovního kostela Cyrila a Metoděje. Spolu s areálem kostela je chráněna jako nemovitá kulturní památka České republiky.

## Historie
1. ledna 1868 oznámil P. Jan Švéda hotový plán na stavbu kaple, rozšíření původní rozlohy hřbitova a výstavbu kapliček Křížové cesty vsazených do plánované nové hřbitovní zdi. Kaple s ostatními stavbami byla postavena v letech 1868–1870.

## Popis
Křížová cesta má čtrnáct výklenkových kaplí s obrazy od pražského akademického malíře Jakuba Strömingera.